# Norbert Kluge (Gewerkschafter)

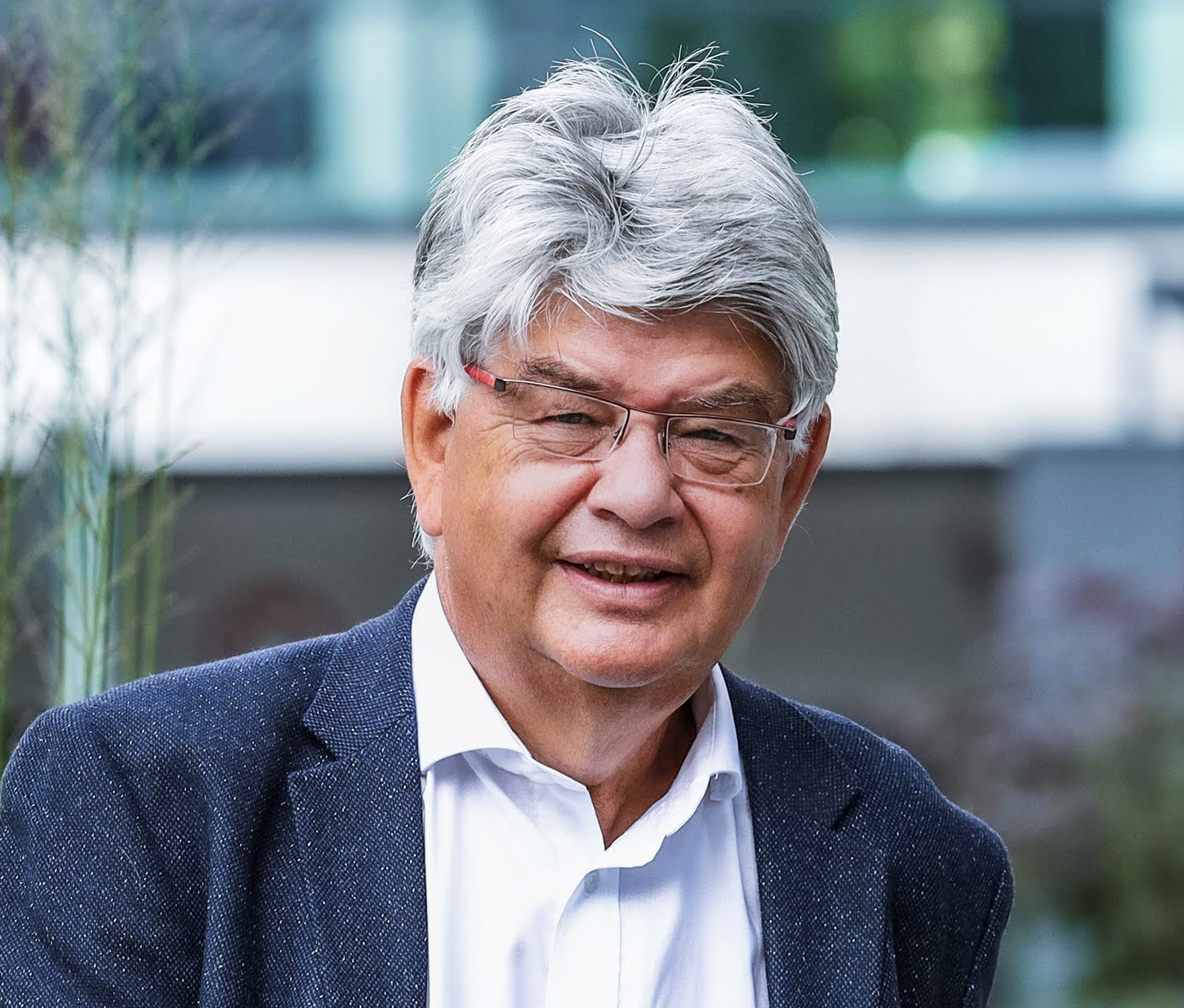
Norbert Kluge (2020)

Norbert Kluge (* 19. April 1955 in Kassel) ist ein deutscher Gewerkschafter und Sozialwissenschaftler.

## Leben
Kluge studierte von 1973 bis 1979 Sozialwissenschaften an der Georg-August-Universität Göttingen und wurde 1994 an der Universität Kassel promoviert. 1972 schloss er sich der SPD an und ist seit 1977 Mitglied einer Gewerkschaft des Deutschen Gewerkschaftsbundes, seit 2013 in der IG Metall.
Von 1979 bis 1988 arbeitete er als wissenschaftlicher Mitarbeiter am Wissenschaftlichen Zentrum für Berufs- und Hochschulforschung der Universität Kassel. Danach war er bis 1996 als Referatsleiter mit dem Schwerpunkt Mitbestimmung in der Abteilung Forschungsförderung der Hans-Böckler-Stiftung tätig. Von 1996 bis 1998 leitete er das wissenschaftliche Sekretariat der Kommission Mitbestimmung unter der Leitung von Wolfgang Streeck am Max-Planck-Institut für Gesellschaftsforschung in Köln. Anschließend war er bis 2002 Leiter des Forums Mitbestimmung und Unternehmen, einem gemeinsamen Projekt der Bertelsmann Stiftung und der Hans-Böckler-Stiftung. Von 2002 bis 2010 arbeitete er als Forschungsleiter am Europäischen Gewerkschaftsinstitut (ETUI) in Brüssel und koordinierte dort das Europäische Kompetenzzentrum Mitbestimmung von 2009 bis 2010. 2005 war er Mitbegründer der Initiative GoodCorp. Von 2010 bis 2012 war er Koordinator und Referent des Europäischen Betriebsrats der Thyssenkrupp AG und danach bis September 2013 als Koordinator der Betriebsrätearbeitsgemeinschaft der Outokumpu Deutschland tätig.
Von Oktober 2013 bis Dezember 2017 leitete er die Abteilung Mitbestimmungsförderung der Hans-Böckler-Stiftung und von Januar 2018 bis April 2020 war er wissenschaftlicher Direktor des Instituts für Mitbestimmung und Unternehmensführung (I.M.U.) der Hans-Böckler-Stiftung. Zudem leitete Kluge von Mai 2019 bis April 2020 kommissarisch das Wirtschafts- und Sozialwissenschaftliche Institut (WSI).
Kluge widmet sich in seiner Arbeit vor allem der Beteiligung von Arbeitnehmervertretern in den Entscheidungsgremien der Unternehmen in den EU-Mitgliedstaaten. Zudem setzt er sich für die Stärkung der Rechte von Betriebsräten, das Recht auf Mitbestimmung im Aufsichtsrat als besseres System nachhaltiger Unternehmensführung (sustainable company) und die Anerkennung von Gewerkschaften als politische Akteure ein.
Kluge war von 2014 bis 2021 Mitglied des Aufsichtsrats der Thyssenkrupp AG und war von Juni 2016 bis 2023 Mitglied im Europäischen Wirtschafts- und Sozialausschuss (EWSA). Er war zudem von Mitte Januar bis Ende August 2021 Geschäftsführer der Hans-Böckler-Stiftung.

## Veröffentlichungen (Auswahl)
- Mitbestimmung und Mitarbeiterbeteiligung – Perspektiven für die Aussöhnung von kontaktarmen Stiefschwestern. In: Heinrich Beyer, Hans-Jörg Naumer (Hrsg.): CSR und Mitarbeiterbeteiligung. Management-Reihe Corporate Social Responsibility. Springer, Berlin / Heidelberg 2018. ISBN 978-3-662-57599-4.
- (zusammen mit Valeria Pulignano): Social Dialogue as a European Social Field. Setting up a “Critical Realist” Explanatory Framework of the Practices of the European Works Councils in Multinationals in Europe. In: Jeffrey David Turk, Adam Mrozowicki: Realist Biography and European Policy: An Innovative Approach to European Policy Studies. Leuven University Press, 2013, ISBN 978-94-6166-162-3, S. 141–166.
- (zusammen mit Sigurt Vitols): The Sustainable Company: a new approach to corporate governance. European Trade Union Institute, Brüssel, 2011, ISBN 978-2-87452-219-2.
- (zusammen mit Bernd Frick und Wolfgang Streeck) (Hrsg.): Die wirtschaftlichen Folgen der Mitbestimmung: Expertenberichte für die Kommission Mitbestimmung. Campus Verlag, 1999, ISBN 978-3-59336-326-4.
- (zusammen mit Wolfgang Streeck) (Hrsg.): Mitbestimmung in Deutschland. Tradition und Effizienz. Campus Verlag, 1999, ISBN 978-3-59336-239-7.
- (zusammen mit Christoph Oehler): Hochschulen und Forschungstransfer. Verlag Wissenschaftliches Zentrum für Berufs- und Hochschulforschung der Gesamthochschule Kassel, 1986, ISBN 3-88122-346-0.